# La Reina
La Reina é uma das 32 comunas que compõem a cidade de Santiago, capital do Chile.
A comuna limita-se: a norte com Las Condes; a sul com Peñalolén; a oeste com Ñuñoa e Providencia.